# تیکن (روستا)
تیکن (گلپایگان)، روستایی از توابع بخش مرکزی شهرستان گلپایگان در استان اصفهان ایران است.

## جاذبه‌های گردشگری
قلعه عمر در ارتفاعی بالاتر از سطح و مسلط بر منطقه ساخته شده‌است، پِی‌های این قلعه تخته سنگ‌هایی بزرگ هستند که دیواره‌های خشتی بر روی این سنگ‌ها قرار گرفته‌اند و شواهدی نشان‌دهنده این است که این سنگ‌ها قابل حمل و جابه جایی بوده‌اند. سازهٔ سالم قلعه در حدود قرن پیش دیده شده‌است.
قلعه تیکن :
قلعه قدیمی تیکن سکونت گاه مردمان قدیم تیکن می‌باشد که هنوز قسمت‌هایی از آن موجود است گرچه در سیل تخریب‌های این چند دهه اخیر این بنای تاریخی نیز از دست تخریب گران در امان نمانده‌است، ازین قلعه بناها و برج‌هایی باقی مانده‌است. امنیت قلعه تیکن با توجه به وسعت قلعه زبانزد بوده‌است به‌طوری‌که در گذر حوادث قلعه تیکن از جاهای امن در این منطقه به‌شمار می‌آمده‌است.
صالح پیغمبر:
کوه صالح پیغمبر از دیرباز برای مردم این منطقه جایگاه معنوی داشته‌است که در بالای قله مکانی معنوی با همین نام موجود است، در دامنه این کوه تفرج‌گاه‌هایی موجود است که از این مکان‌ها می‌توان به باغ مِنگِتوُ، وِیزا اشاره کرد.
باغ مِنگِتوُ یک مکان تفریحی تاریخی هست که همهٔ المان‌های یک منطقه سکونت گاهی قدیمی را دارا است.
از دیگر مکان‌های تاریخی طبیعی تیکن می‌توان به خانقُلی، مَقَسگا ،نیک بِی خانه باباحاجی و زمین گل  اشاره کرد.
_